# Balangkayan

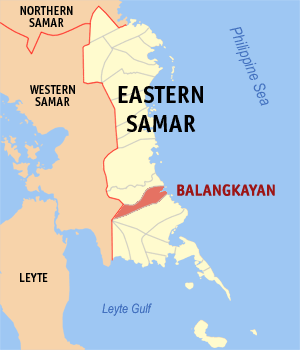
Bản đồ Đông Samar với vị trí của Balangkayan

Balangkayan là một đô thị hạng 5 ở tỉnh Đông Samar, Philippines. Theo điều tra dân số năm 2000 của Philipin, đô thị này có dân số 8.134 người trong 1.677 hộ.

## Các đơn vị hành chính
Balangkayan được chia ra 15 barangay.
- Balogo
- Bangon
- Cabay
- Caisawan
- Cantubi
- General Malvar
- Guinpoliran
- Julag
- Magsaysay
- Maramag
- Poblacion I
- Poblacion II
- Poblacion III
- Poblacion IV
- Poblacion V